# Hasan al-Hakim
Hasan ibn Abd al-Razzaq al-Hakim (arabisch حسن بن عبد الرزاق الحكيم; * 1886 in Damaskus, Osmanisches Reich; † 30. März 1982 ebenda) war ein syrischer Politiker.
Er war vom 12. September 1941 bis zum 19. April 1942 sowie erneut vom 9. August bis zum 13. November 1951 Ministerpräsident der Syrischen Republik. Zudem war al-Hakim Finanzminister.